# Reinhard Richardi
Reinhard Richardi (* 21. März 1937 in Berlin) ist ein deutscher Jurist und Hochschullehrer. Ab 1968 war er Ordinarius für Arbeits- und Sozialrecht, Bürgerliches Recht und Handelsrecht an der Universität Regensburg.

## Werdegang
Reinhard Richardi, Sohn von Charlotte Richardi, geborene Kühn, und ihrem Ehemann, dem Reichsbahnrat Günther Richardi, studierte nach Besuch des Gymnasium und dem Abitur in Berlin von 1956 bis 1960 Rechtswissenschaft an der Freien Universität Berlin und der Universität München. 1960 legte er das Erste Juristische Staatsexamen ab und wurde bei Alfred Hueck zum Dr. jur. promoviert. Danach war er von 1960 bis 1968 wissenschaftlicher Assistent am Seminar für Arbeits- und Wirtschaftsrecht der Universität München bei Rolf Dietz. 1964 folgte dort das Zweite Staatsexamen, 1967 erfolgte ebenda die Habilitation und der Beginn der Lehrtätigkeit als Dozent.
Von 1968 bis 2005 war Richardi ordentlicher Professor an der Universität Regensburg und Inhaber des Lehrstuhls für Arbeits- und Sozialrecht, Bürgerliches Recht und Handelsrecht. Rufe nach Berlin (1967), Göttingen (1976) und Heidelberg (1979) lehnte er ab. 1973–75 bekleidete Richardi das Amt des Dekans der Juristischen und Wirtschaftswissenschaftlichen Fakultät, 1988–1992 war er Prorektor der Universität, 1988–2005 Vertrauensdozent der Deutschen Forschungsgemeinschaft.
Seit 1999 ist Richardi Vizepräsident des Deutschen Arbeitsgerichtsverbands. Richardi ist katholisch. Nachdem er von 1988 bis 2005 das Amt des Vorsitzenden der Zentralen Gutachterstelle der Deutschen Bischofskonferenz innegehabt hatte, wurde er anschließend Präsident von deren Nachfolgeorganisation, des Kirchlichen Arbeitsgerichtshofs. 1981–95 war Richardi Vorsitzender der deutschen Sektion der Internationalen Gesellschaft für das Recht der Arbeit und der sozialen Sicherheit, 1987–2005 Vorsitzender der Juristischen Studiengesellschaft Regensburg. Ab 1993 gehörte er überdies der Ethikkommission der Medizinischen Fakultät der Universität Regensburg an.
Ab 1980 war Richardi Mitglied des Fachausschusses Rechtswissenschaft der DFG. Seit seiner Emeritierung 2005 ist er als Fachgutachter im Evaluationsverfahren Rechtswissenschaft der staatlichen  Evaluationsagentur Baden-Württemberg (Evalag) tätig.
Im Jahr 1969 erhielt Richardi den Hans-Constantin-Paulssen-Preis, 1990 die Staatsmedaille des Freistaats Bayern für soziale Dienste. 1996 verlieh ihm Papst Johannes Paul II.  den päpstlichen Gregoriusorden. 2001 schließlich wurde er mit dem Verdienstkreuz am Bande des Verdienstordens der Bundesrepublik Deutschland ausgezeichnet.
Reinhard Richardi ist verheiratet seit 1964 mit Margarete Richardi, geborene Bruysten, hat drei Kinder (Anne, Bettina und Johannes) und lebt in Pentling bei Regensburg.

## Veröffentlichungen (Auswahl)
- Das Verwaltungsrecht des Testamentsvollstreckers an der Mitgliedschaft in einer Personenhandelsgesellschaft. Berlin/Frankfurt 1961; zugleich Dissertation.
- Kollektivgewalt und Individualwille bei der Gestaltung des Arbeitsverhältnisses. München 1968; zugleich Habilitationsschrift München 1967.
- als Mitherausgeber: Zeitschrift für Arbeitsrecht. 1970 ff.
- Betriebsverfassung und Privatautonomie. 1973.
- Sozialplan und Konkurs. 1975.
- Konzernzugehörigkeit eines Gemeinschaftsunternehmens nach dem Mitbestimmungsgesetz. 1977.
- als Hrsg.: Kommentar zum Bundespersonalvertretungsgesetz unter Berücksichtigung der Landespersonalvertretungsgesetze. 2 Bände. 1978; 4. Auflage. München 2012.
- Die Grenzen der Zulässigkeit des Streiks. 1980.
- Kommentar zum Betriebsverfassungsgesetz. 2 Bände. 1981–1982. Neuausgabe: München 2005, ISBN 3406538444.
- Betriebsverfassungsrechtliche Mitbestimmung und Einzelarbeitsvertrag. Köln 1986, ISBN 3885750325.
- Wertpapierrecht. Heidelberg 1987, ISBN 3811421875.
- Mitbestimmung des Personalrats bei der Arbeitszeitverkürzung im öffentlichen Dienst. Inhalt und Bedeutung des § 13 AZO. Baden-Baden 1990, ISBN 3789019879.
- Arbeitsrecht. 4. Auflage. 1982; weitere Auflage: Heidelberg 1991, ISBN 3811433911.
- Münchener Handbuch zum Arbeitsrecht. Herausgeber bis zur 3. Auflage 2009 gemeinsam mit Otfried Wlotzke. München, ISBN 3406365116.
- Arbeitsrecht als Teil freiheitlicher Ordnung. Von der Zwangsordnung im Arbeitsleben zur Arbeitsverfassung der Bundesrepublik Deutschland. Baden-Baden 2002, ISBN 3789080659.
- Arbeitsrecht in der Kirche: Staatliches Arbeitsrecht und kirchliches Dienstrecht. 5. Auflage. Beck Juristischer Verlag, München 2009, ISBN 978-3-406-55682-1.
- Kommentar des Dienstvertragsrechts (Vorbemerkung vor § 611, §§ 611 – 615 BGB). In: Staudinger: Kommentar zum Bürgerlichen Gesetzbuch. Berlin/New York 2005, ISBN 3805910061.
- Arbeitsrecht im Wandel der Zeit – Chronik des deutschen Arbeitsrechts. Beck, München 2019, ISBN 978-3-406-74304-7 (194 S.).